# Insidious (film)
(Tag-line del film)
Insidious è un film del 2010 diretto da James Wan, su una sceneggiatura di Leigh Whannell.

## Trama
La coppia sposata Josh e Renai Lambert, i loro figli Dalton e Foster e la figlia piccola Cali, si trasferiscono in una nuova abitazione. Una notte, Dalton sale in soffitta e viene spaventato da qualcosa nell'ombra; il giorno dopo non si sveglia, cadendo in un coma inspiegabile.
Dopo tre mesi di trattamenti in ospedale senza risultati, Renai e Josh portano a casa Dalton. Subito dopo inizia a verificarsi nell'abitazione dell'attività paranormale; Renai sente strani voci sul baby monitor quando nessuno è nella stanza di Cali, Foster dice che Dalton cammina di notte, Renai vede una figura spaventosa di un uomo nella stanza di Cali e l'allarme di sicurezza della casa viene ripetutamente attivato senza motivo. Dopo che Renai trova un'impronta di rossetto (de il demone rossetto)
sul letto di Dalton, ne parla con il marito che però ignora le sue affermazioni. La notte stessa la donna viene attaccata dalla figura nella stanza di Cali e i Lambert decidono di trasferirsi altrove.
Tuttavia le attività paranormali continuano anche nella nuova casa, con Renai che vede la figura spettrale di un bambino aggirarsi nei corridoi. La madre di Josh, Lorraine, va a trovarli e dice di aver fatto un sogno su una figura oscura nella stanza di Dalton. All'improvviso vede la stessa figura  - un mostruoso demone dalla faccia rossa - in piedi dietro Josh. Immediatamente dopo, la stanza di Dalton viene messa a soqquadro da forze invisibili.
Lorraine chiama Elise Rainier, una psichica, con i suoi assistenti investigatori del paranormale Specs e Tucker. Elise avverte una presenza in casa ed entrando nella stanza di Dalton vede la stessa figura demoniaca e dalla faccia rossa vista da Lorraine.
Elise spiega che Dalton non è in coma; è nato con la capacità di viaggiare mentalmente sul piano astrale, facendolo ripetutamente nel sonno credendo che le sue capacità fossero semplicemente sogni. Tuttavia, tre mesi prima ha viaggiato troppo lontano e si è perso in un regno del purgatorio chiamato "l'Altrove", un luogo abitato dalle anime tormentate dei morti. Senza la sua presenza mentale, il corpo di Dalton appare in coma e gli spiriti potrebbero usarlo per entrare nel mondo fisico. Josh è scettico della cosa finché non si rende conto che i disegni nella camera da letto di Dalton raffigurano le sue capacità di proiezione astrale e al demone dalla faccia rossa.
Elise esegue una seduta spiritica per comunicare con Dalton. Durante la seduta, il demone possiede brevemente il corpo di Dalton e attacca il gruppo prima di essere fermato da Elise. Quest'ultima rivela di conoscere Lorraine da decenni, avendo aiutato Josh quando aveva otto anni: Josh possiede a sua volta capacità di proiezione astrale che ha tramandato al figlio, ed era perseguitato dallo spirito parassitario di una vecchia malvagia che voleva possederlo che si palesava in diverse foto scattate al bambino in cui appariva sempre più vicino a lui; per impedire che ciò accadesse, Elise aveva soppresso la sua memoria dell'abilità. Elise dice a Josh che l'unico modo per salvare Dalton è che lui entri nell'Altrove per recuperarlo.
Elise induce Josh in trance e lui si proietta nella loro casa precedente. Va in soffitta, ma viene attaccato dalla stessa figura che ha attaccato Renai. Dopo averlo sconfitto, Josh entra nella tana del demone, dove trova Dalton incatenato al pavimento. Josh lo libera, ma vengono catturati dal demone con la faccia rossa mentre gli spiriti dell'Aldilà invadono il mondo reale e terrorizzano Elise, Renai e gli altri. Dopo essere riuscito a scappare, Josh affronta la vecchia che lo perseguitava da bambino e le intima di lasciarlo stare, al che la vecchia si dissolve nell'oscurità.  Quando Josh e Dalton tornano ai loro corpi, si svegliano nella loro nuova casa e gli spiriti sembrano scomparire.
Sollevati dalla fine dell'incubo, Elise inizia a fare i bagagli con Josh ma si accorge che le mani dell'uomo appaiono vecchie e avvizzite. Gli scatta quindi una foto a tradimento e Josh reagisce con violenza, strangolandola a morte. Renai arriva nella stanza e trova il cadavere della donna; raccogliendo la fotocamera vede l'immagine scattata da Elise ritraente lo spirito della vecchia, facendo intendere che Josh è stato posseduto. Renai viene raggiunta da quello che sembra il marito, reagendo spaventata. Dopo i titoli di coda c'è una brevissima scena aggiuntiva, in cui si vede lo spirito della donna velata spegnere una candela.

## Produzione
La pellicola è stata interamente girata a Los Angeles nei primi mesi del 2010. Inizialmente il film era intitolato The Further, poi cambiato in The Astral, prima di essere intitolato definitivamente Insidious.

## Distribuzione

### Divieti
Il film è stato presentato in anteprima al Toronto International Film Festival il 14 settembre 2010. L'uscita nelle sale cinematografiche statunitensi è avvenuta il 1º aprile 2011 con la classificazione di età PG-13, cioè vietato ai minori di 13 anni "per i contenuti tematici, violenza, terrore e immagini spaventose, e linguaggi fortemente scurrili". In Italia il film è uscito nelle sale il 28 ottobre 2011 ricevendo nessun divieto, a cura della Filmauro.

## Incassi
In Italia il film ha incassato circa 2.000.000 di euro, mentre a livello globale 97.009.150 di dollari, di cui 13.271.464 solo nel weekend d'apertura.

## Sequel
Nel 2013 è stato realizzato un sequel intitolato Oltre i confini del male - Insidious 2 diretto da James Wan ed interpretato nuovamente da Rose Byrne e Patrick Wilson.
Nel 2015 è stato realizzato il terzo capitolo della serie, Insidious 3 - L'inizio, che rappresenta un prequel dei primi due capitoli. Nel terzo film tornano come attori Lin Shaye, Leigh Whannell e Angus Sampson, nei ruoli della medium e dei due aiutanti.
Nel 2018 è uscito un ulteriore prequel intitolato Insidious - L'ultima chiave: nella narrazione degli avvenimenti sarebbe un seguito del terzo capitolo, avvenuto prima dei film 1 e 2.
Nel 2023 è uscito il quinto capitolo della serie cinematografica intitolato Insidious - La porta rossa che vede il cast originale dei primi due film tornare per raccontare l'ultima avventura della famiglia Lambert.

## Citazioni
- Nella scena in cui Josh si trattiene a scuola e avvisa Renai per telefono che farà tardi, sulla lavagna alle sue spalle è possibile vedere disegnato il volto del bambolotto usato da Jigsaw nella saga di film Saw. Sotto di esso è visibile anche un otto, proprio il numero del capitolo che costituirebbe un eventuale nuovo film della saga, essendo questa composta da sette lungometraggi. Chiara strizzata d'occhio ai fan delle serie. Sempre sulla lavagna si possono leggere alcuni nomi tra cui James Wan, il regista del film stesso. Inoltre James Wan ha già lavorato insieme allo sceneggiatore di Insidious Leigh Whannell nel primissimo film della saga di Saw, nel quale quest'ultimo ha recitato.
- La maschera indossata dalla medium è una probabile citazione del fumetto SANDMAN di Neil Gaiman e nelle sue versioni precedenti (soprattutto nella versione con Wesley Dodds come Alter ego).
- Lo sceneggiatore Leigh Whannell e il regista James Wan hanno dichiarato di essersi ispirati ai film di Dario Argento per l'utilizzo e la predominanza nelle varie scene del colore rosso.[1]

## Curiosità
James Wan e Patrick Wilson hanno collaborato insieme anche nella saga di The Conjuring, sempre come rispettivamente regista e uno dei protagonisti.